# 完颜斜捻阿不
完颜斜捻阿不（12世纪—1232年），完颜氏，又作完颜习涅阿不、完颜习捏阿不，金朝末年大臣。
完颜斜捻阿不官至卫州节度使。天兴元年（1232年）正月，丢弃卫州逃回汴京。金哀宗命他率领本部兵马戍守汴京，抵御蒙古军。当时军兵们怨恨平章政事完颜白撒不战误国，想要将他杀死。完颜斜捻阿不妄杀百姓，称之为平乱。十月，他被任命为枢密副使、兼知开封府、权参知政事，他和完颜奴申总领诸军留守京师，金哀宗逃往蔡州。天兴二年（1233年）正月，京城西面元帅崔立发动政变，将完颜斜捻阿不杀死。